# Piotr Świętosławski
Piotr z Grabia Świętosławski herbu Rola – wojski dobrzyński w latach 1670-1673, skarbnik dobrzyński w latach 1658-1670, pisarz grodzki brzeskokujawski, pisarz grodzki bobrownicki.
Poseł sejmiku generalnego pruskiego na sejm zwyczajny 1654 roku, sejm nadzwyczajny 1654 roku, poseł sejmiku radziejowskiego na sejm 1665 roku. Członek konfederacji województw kujawskich w 1670 roku.
Był elektorem Michała Korybuta Wiśniowieckiego z województwa brzeskokujawskiego w 1669 roku.